# Fürstenfeld
Fürstenfeld je město v okrese Hartberg-Fürstenfeld v rakouské v spolkové zemi Štýrsko. Žije zde přibližně 8 500 obyvatel.

## Partnerská města
- Körmend, Maďarsko
- Vișeu de Sus, Rumunsko
- Zug, Švýcarsko